# Electric Sheep
Electric Sheep – amerykański garażowy zespół rockowy działający w latach 1980–1987, w którego składzie byli Adam Jones (przyszły gitarzysta Tool) i Tom Morello (przyszły gitarzysta Rage Against the Machine i Audioslave).
Electric Sheep obok takich zespołów jak The Grateful Dead, MC5, Sonic Youth i Radiohead, miała dwóch członków znajdujących się na liście Rolling Stone'a stu najlepszych gitarzystów wszech czasów.
Singel Cuntry Boner (2007) z repertuaru zespołu Puscifer to cover piosenki skomponowanej przez Morello i nagranej przez Electric Sheep.